# 1994年6月逝世人物列表
1994年逝世人物列表：1月 - 2月 - 3月 - 4月 - 5月 - 6月 - 7月 - 8月 - 9月 - 10月 - 11月 - 12月
1994年6月逝世人物列表，是用於匯總1994年6月期間逝世人物的列表。

## 依日期排序

### 1日
- 黃佐臨，87歲，中國電影導演。
- 吉恩-喬爾·巴比耶，74歲，法國作家和鋼琴家。[1]
- 大衛·卡切賽德，87歲，英國植物遺傳學家。
- 顧立雅，89歲，美國漢學家和哲學家。[2]
- 亨利·德羅什，79歲，法國社會學家。[3]
- 大衛·費爾貝恩，77歲，澳大利亞政治家。
- 弗朗西絲·赫夫林，73歲，美國女演員，肺癌。
- 弗蘭斯·莫斯曼，89歲，荷蘭擊劍運動員和奧運選手。[4]

### 2日
- 奧德·達爾，95歲，挪威工程師和探險家。[5]
- 奧勒·海格，95歲，挪威越野滑雪運動員、跳臺滑雪運動員和奧運選手。[6]
- 桑蒂亞·庫馬里，49歲，斯裡蘭卡女演員。
- 大衛·斯托夫，66歲，澳大利亞哲學家[7]

### 3日
- 普伊格·奧伯特，69歲，法國橄欖球運動員，足球運動員兼教練[8]
- 杜阿爾特·德·阿爾梅達·貝洛，72歲，葡萄牙水手。
- 斯圖爾特·布蘭奇，76歲，英國聖公會牧師、主教和大主教。
- 薩瓦什·布爾丹，30歲，庫爾德商人，殺人犯。
- 傑克·寇伊，82歲，紐西蘭板球運動員。
- 威廉·埃弗森，81歲，美國詩人和文學評論家。[9]
- 沃利·福勒，77歲，美國福音音樂歌手、經理和音樂推廣人。[10]
- 特里布萬達斯·基希拜·帕特爾，90歲，印度政治家。
- 呂西安·普里沃，92歲，美國電影演員。
- 傑克·斯特勞德，66歲，美國橄欖球運動員。
- 巴勃羅·穆尼奧斯·維加，91歲，厄瓜多羅馬天主教主教和耶穌會士。

### 4日
- 喬瓦尼·阿齊尼，64歲，義大利足球運動員。[11]
- 托托·比桑思，60歲，海地女演員和歌手[12]
- 塞克·克萊門茨，82歲，美國鄉村音樂家。
- 吉恩·戴特韋勒，87歲，瑞士作曲家和音樂家。[13]
- 德里克·萊肯比，51歲，英國音樂家和主音吉他手，癌症。
- 罗伯托·布雷·马克思，84歲，巴西景觀設計師、畫家、博物學家和音樂家。[14]
- 斯蒂芬·麥克納利，82歲，美國演員，心臟病發作。
- 格雷戈里·斯卡帕，66歲，美國黑幫和聯邦調查局線人，愛滋病相關併發症。
- 彼得·霍尼戈夫，84歲，英國政治家。[15]
- 馬西莫·特羅西，41歲，義大利演員，歌舞表演者，編劇和電影導演[16]
- 阿納托利·瓦西里耶夫，77歲，俄羅斯/蘇聯現實主義畫家。
- 厄爾·沃倫，79歲，美國薩克斯手。[17]

### 5日
- 奎師那柴坦亞，75歲，印度作家。[18]
- 阿爾伯特·麥克唐納·科爾，92歲，美國政治家。[19]
- 尼古拉·傑門捷耶夫，78歲，蘇聯/俄羅斯足球運動員和教練。
- 布拉羅·德圖達摩，63歲，瑙魯政治家。

### 6日
- 約海·本·努恩，69歲，以色列海軍上將。
- 蘭德·查托，51歲，蘇里南藝術家和風琴演奏家。
- 約翰尼·唐斯，80歲，美國兒童演員、歌手和舞蹈家[20]
- 法伊扎公主，70歲，埃及公主，穆罕默德·阿裡王朝成員。
- 彼得·格雷夫斯，82歲，英國演員和貴族，心臟病發作[21]
- 米盧德·哈德菲，45歲，阿爾及利亞足球運動員和經理。
- 比爾·霍夫曼，92歲，美國橄欖球運動員。[22]
- 馬克·麥克馬納斯，59歲，蘇格蘭演員[23]
- 尼古拉斯·斯潘諾斯，52歲，美國心理學教授
- 巴里·沙利文，81歲，美國電影演員。[24]

### 7日
- 威倫·畢格斯，51歲，美國橄欖球運動員[25]
- 魯道夫·卡地亞，90歲，奧地利電視導演、電影製片人、編劇和製片人。
- 阿納托利·多羅德尼岑，83歲，俄羅斯數學家、物理學家和教授。
- 威利·漢弗萊，93歲，美國爵士單簧管演奏家。[26]
- 文森特·恩森吉尤姆瓦，58歲，盧安達羅馬天主教會主教，凶殺案。
- 鄧尼斯·波特，59歲，英國電視劇作家、編劇和記者[27]

### 8日
- 埃迪·安布羅斯，100歲，美國純種賽馬騎師。
- 安东涅塔·巴伊斯特罗基，38歲，意大利前女子籃球運動員。[28]
- 威廉·馬歇爾，76歲，美國歌手、樂隊領隊、電影演員和導演。[29]
- 多蘿西·舒梅克·麥克迪亞米德，87歲，美國政治家，心臟病發作。

### 9日
- 迪倫德拉·布拉馬查里，70歲，印度精神領袖和瑜伽教練[30]
- 伊什特萬·科奇斯，44歲，匈牙利足球運動員，癌症。
- 林恩·哈羅德·盧米斯，79歲，美國數學家。
- 大衛·雷諾索，68歲，墨西哥演員，癌症。
- 扬·廷贝亨，91歲，荷蘭經濟學家，諾貝爾獎獲得者。[31]

### 10日
- 維克·布拉德福德，79歲，美國職業棒球大聯盟球員。[32]
- 吉米·卡梅隆，70歲，加拿大板球運動員。
- 瑪麗·麥克斯韋·蓋茨，64歲，美國女商人和公民活動家，乳腺癌。
- 尼爾斯·霍爾默，90歲，瑞典語言學家。
- 愛德華·金霍茲，66歲，美國裝置藝術家和組合雕塑家。[33]
- 吉列爾莫·佩雷斯·德·阿爾塞·普盧默，87歲，智利政治家和企業家。
- 諾爾·范傑姆，46歲，比利時自行車運動員。[34]

### 11日
- 赫伯特·安德森，77歲，美國演員[35]
- 理查·巴特利特，71歲，美國電影和電視導演和製片人。[36]
- 傑羅姆·W·康恩，86歲，美國內分泌學家。[37]
- 傑克·漢娜，81歲，美國動畫師、作家，動畫短片導演。[38]
- 馬諾利塔·皮尼亞，111歲，西班牙-烏拉圭藝術家，華金·托雷斯·加西亞的妻子。

### 12日
- 克里斯托弗·柯林斯，44歲，美國演員[39]
- 梅納赫姆·門德爾·施奈爾森，92歲，俄裔美國東正教拉比[40]
- 妮可·布朗·辛普森，35歲，美國謀殺案受害者[41]
- 羅納德·戈德曼，25歲，是美國謀殺案受害者[42]
- 威廉·艾爾金·斯溫頓，93歲，蘇格蘭古生物學家。[43]

### 13日
- 安妮·霍普金斯·艾特肯（Anne Hopkins Aitken），83歲，美國禪宗佛教徒，心臟病發作。[44]
- 查理斯·阿爾文·貝克威斯，65歲，美國特種部隊軍官。[45]
- 瓊·代頓，70歲，美國電視女演員。[46]
- 恩里克·法瓦，74歲，阿根廷演員。
- 娜迪亞·格雷，70歲，羅馬尼亞電影女演員[47]
- 小斯塔西斯·洛佐拉蒂斯，69歲，立陶宛外交官和政治家[48]
- 詹姆斯·波拉克，55歲，美國天體物理學家[49]
- K.T.史蒂文斯，74歲，美國女演員[50]
- 伊戈爾·尤斯克維奇，82歲，俄羅斯-烏克蘭芭蕾舞演員和編舞家。[51]

### 14日
- 伊斯梅爾·奇林，74歲，埃及外交官和軍官。
- 萊昂內爾·格里格森，52歲，英國爵士音樂家、作家和教師。
- 埃米爾·戈因，82歲，德國籃球運動員。[52]
- 丹尼斯·海，78歲，英國歷史學家。[53]
- 維克多·喬根森，80歲，美國攝影師和攝影記者。
- 湯瑪斯·約瑟夫·萊恩，95歲，美國政治家。
- 亨利·曼西尼，70歲，美國作曲家、指揮家、鋼琴家和長笛手[54]
- 馬塞爾·穆盧吉，71歲，法國歌手和演員。[55]
- 蜜雪兒·維托爾德，78歲，俄裔法國舞臺劇和電影演員。[56]
- 呂西安弗拉明克，79歲，比利時公路自行車賽車手。[57]

### 15日
- 克拉拉·科洛西莫，72歲，義大利電影女演員。
- 威廉·古德瑟-卡伦，87歲，印度曲棍球運動員和奧運選手。[58]
- 马诺斯·哈吉达基斯，68歲，希臘作曲家和理論家[59]
- 里奇·詹森，47歲，美國籃球運動員。[60]
- 傑克·施瓦茨曼，61歲，美國電影製片人[61]

### 16日
- 約翰南·巴德爾，92歲，以色列政治家和修正主義猶太複國主義領導人。
- 倫納德·喬治·巴特，83歲，英格蘭足球運動員和經理。[62]
- 克里斯·達爾，88歲，挪威畫家和插畫家。
- 蒙佈雷雪伯爵喬治·拉斐爾·貝特諾，84歲，法國-阿根廷賽車手。
- 貝爾納·莫伊泰西耶，69歲，法國水手[63]
- 克裡斯汀·普法夫，27歲，美國音樂家和歌手，吸毒過量。
- 艾琳威，82歲，英國女演員。

### 17日
- 鮑里斯·亞歷山德羅維奇·亞歷山德羅夫，88歲，蘇聯/俄羅斯作曲家。[64]
- 列昂尼德·貝科夫，74歲，俄羅斯/蘇聯畫家。
- 庫爾特·黑森貝格，85歲，德國作曲家和藝術教授。[65]
- 艾吉爾·奧拉夫·莉安妮，78歲，挪威政治家。
- 尤里·納吉賓，74歲，蘇聯/俄羅斯作家、編劇和小說家。[66]
- 布蘭科·彼得拉諾維奇，66歲，塞爾維亞歷史學家。
- 萊恩·懷特，64歲，英格蘭足球運動員。[67]
- 特倫斯·德維爾·懷特，82歲，愛爾蘭律師，作家和編輯[68]
- 弗蘭克·耶茨，92歲，英國統計學家。

### 18日
- 阿圖羅·魯伊斯·卡斯蒂略，83歲，西班牙編劇和電影導演[69]
- 耶庫西爾·耶胡達·哈伯斯坦，89歲，美國東正教拉比和大屠殺倖存者。
- 瑪格麗特·霍夫海因茨-多林，84歲，德國畫家和平面藝術家。[70]
- 羅傑·勒貝爾，71歲，加拿大演員。

### 19日
- 巴巴東德·埃萊貝德，55歲，奈及利亞政治家和海軍上將，兇殺案。
- 克雷西米爾·拉契奇，61歲，克羅埃西亞擲錘手和奧運選手。[71]
- 巴格里·西里格爾，71歲，印尼社會主義文學評論家和作家。

### 20日
- 羅伯特·阿姆布魯斯特，96歲，美國作曲家、指揮家、鋼琴家和詞曲作者。
- 約翰·法雷爾，87歲，美國速度滑冰運動員和速度滑冰教練。
- 弗蘭克·菲爾喬克，77歲，美國橄欖球運動員和教練。[72]
- 艾拿·豪根，88歲，美國語言學家、作家和教授。[73]
- 唐·麥金托什，62歲，加拿大籃球運動員。[74]
- 傑·格倫·邁納，62歲，美國積體電路設計師，腎衰竭。
- 羅賓·雷蒙德，77歲，美國電影女演員。
- 弗雷德里克·威廉·羅，81歲，加拿大政治家。
- 維耶諾·西蒙寧，95歲，芬蘭政治家和農民。

### 21日
- 卡洛斯·希門尼斯·馬巴拉克，78歲，墨西哥作曲家。[75]
- 溫斯頓·米勒，83歲，美國編劇、電影製片人和演員[76]
- 威廉·威爾遜·摩根，88歲，美國天文學家和天體物理學家。[77]
- 沃爾特·里姆，88歲，奧地利攝影師和演員。[78]

### 22日
- 奧托·布拉德菲施，91歲，德國黨衛軍上元首，二戰期間的戰犯。
- 伊紮克·科倫，83歲，以色列政治家。
- 傑克·大衛斯，80歲，英國編劇、製片人、編輯和演員。[79]
- 約爾吉亞·菲爾塞-特魯亞，87歲，阿爾巴尼亞女高音。
- 伊利亞·弗雷茲，84歲，蘇聯/俄羅斯電影導演。[80]
- 麗莎·林德斯特倫，81歲，美國游泳運動員和奧運選手。[81]
- 呂普拉薩德，86歲，印度電影製片人、演員、導演和電影攝影師。
- 朱利葉斯·亞當斯·斯特拉頓，93歲，美國電氣工程師。[82]
- 哈利勒·薩·烏魯圖爾克，61歲，亞塞拜然詩人。
- 埃裡克·布蘭斯比·威廉姆斯，94歲，英國演員。

### 23日
- 喬·多布森，77歲，美國棒球運動員。[83]
- 羅伯特·T·奧爾，85歲，美國生物學家。[84]
- 常书鸿，90歲，中國畫家。[85]
- 安東尼·索比克，89歲，波蘭擊劍運動員。[86]
- 馬夫·特羅納貝里，60歲，美國職業棒球大聯盟球員[87]
- 金瓦西，50歲，美國創作型歌手，肺癌。

### 24日
- 詹姆斯·阿德金斯（James C. Adkins），79歲，美國法官。[88]
- 邦多克·約內斯庫-克魯姆，79歲，羅馬尼亞運動員，足球運動員和經理。[89]
- 萊昂·麥克拉倫，83歲，英國哲學家，經濟科學學院創始人。
- 珍·瓦勒蘭，78歲，加拿大音樂家和作家。[90]
- 韋切斯拉夫·扎戈涅克，74歲，蘇聯/俄羅斯畫家。

### 25日
- 周法高（子範）（F.K. Chou），80歲，中央研究院第5屆(人文及社會科學組)院士。[91]
- 塞西爾·阿貝爾（Cecil Abel），91歲，巴布亞紐幾內亞傳教士，手術后。[92]
- 詹姆斯·菲洛·哈格斯特羅姆，73歲，美國戰鬥機飛行員和飛行王牌[93]
- 皮埃爾·萊希南，83歲，法國田徑運動員[94]
- 哈吉·馬斯坦，68歲，印度黑手黨幫派頭目
- 馬特維·沙波什尼科夫，87歲，蘇聯軍事指揮官。

### 26日
- Jan-Erik Aarberg，69歲，挪威水手。[95]
- 湯瑪斯·阿姆斯壯，96歲，英國管風琴家、指揮家、作曲家和教育家。
- 鮑比·波拿斯，77歲，墨西哥職業摔跤手。
- A·鄧·杜拉德，93歲，荷蘭作家和記者。[96]
- 約瑟夫·阿洛伊修斯·杜里克，79歲，美國羅馬天主教主教和民權宣導者。[97]
- 賈哈納拉·伊馬姆，65歲，孟加拉國作家和政治活動家，癌症。

### 27日
- 雅克·貝爾蒂埃，71歲，法國禮儀音樂作曲家。[98]
- 查理斯·K·鄧肯，82歲，美國海軍上將[99]
- 山姆·漢克斯，79歲，美國賽車手。
- 路易絲·亨德森，92歲，紐西蘭藝術家和畫家。[100]
- 艾倫·斯特蘭奇，87歲，美國棒球運動員和經理。[101]

### 28日
- 伊德爾·揚切萊維奇，85歲，羅馬尼亞-比利時雕塑家和繪圖員。
- 烏爾里克·納曼，75歲，丹麥電影演員和音樂家。[102]
- 賈恩卡洛·斯布拉吉亞，68歲，義大利演員、舞台導演和劇作家。[103]
- 弗雷迪·華盛頓，90歲，美國女演員、民權活動家和作家[104]

### 29日
- 張明春
- 劉放吾
- 彼得·布萊爾，62歲，美國海軍軍官，摔跤手和奧運選手。[105]
- 庫爾特·艾希霍恩，85歲，德國指揮家。[106]
- 鮑勃·馬斯特森，78歲，美國烤架足球運動員。[107]
- 雷·穆勒，82歲，美國棒球運動員。[108]
- 奧蒂斯·M·史密斯，72歲，美國法官，密歇根州審計長（1959-1961），密歇根州最高法院法官（1961-1966）。[109]
- 亞克·翁特韋格，43歲，奧地利連環殺手，自殺。

### 30日
- 王紫峰
- 喬治·艾布拉姆斯，75歲，美國拳擊手。
- 沃爾特·奇科夫斯基，78歲，加拿大足球運動員。
- 吉姆·多蘭，66歲，美國橄欖球運動員。[110]
- 唐科洛威，75歲，美國職業棒球大聯盟球員。[111]
- 鄧尼斯·J·羅伯茨，91歲，美國政治家 [112]
- 八島太郎，85歲，日裔美國藝術家和兒童作家。[113]